# Problepsis maxima
Problepsis maxima är en fjärilsart som beskrevs av Thierry-mieg 1905. Problepsis maxima ingår i släktet Problepsis och familjen mätare. Inga underarter finns listade i Catalogue of Life.